# Arturo Mathov
Arturo Mathov (* 21. Juni 1915 in Buenos Aires; † November 1989 ebenda) war ein argentinischer Politiker, Vize-Parlamentspräsident und Diplomat.
Arturo Mathov war der Sohn von Esther Spivakosky de Mathov (1890–1950) und José Mathov (1889–1964). 1949 wurde sein Sohn Enrique Mathov geboren.

## Werdegang
Seit früher Jugend war er Mitglied der Unión Cívica Radical del Pueblo (U.C.R.P.).
Innerhalb der Unión Cívica Radical del Pueblo gehörte er dem antiperonistischen Flügel an.
Nach dem Attentat auf der Plaza da Mayo am 15. April 1953 wurde er mit Roque Carranza von der Policía Federal Argentina verhaftet, der Täterschaft bezichtigt und gefoltert.
Am 20. November 1956 hatte Arturo Mathov bei einer Kundgebung im Bahnhof Buenos Aires Once de Septiembre behauptet, dass es 21 Generäle mit nationalsozialistischen oder faschistischen Tendenzen gäbe, die eine Art Loge gebildet hätten und als Verschwörer angesehen werden sollten, woraufhin Staatspräsident Pedro Eugenio Aramburu im Dezember 1956 Juan Bautista Loza (* 20. Juni 1906 in Santiago del Estero; † 20. August 1999 in Buenos Aires), den Oberbefehlshaber der Armee, Generalleutnant Francisco José Zerda (* 20. Juni 1902 in der Ciudad de Salta. Sohn von Carmen Urey und Angel Mariano Zerda) und Francisco Antonio Imaz (* 13. Juni 1906; † 1993) in den Ruhestand versetzte.
Von 1960 bis 1964 war Arturo Mathov Abgeordneter des Wahlkreises Buenos Aires im argentinischen Nationalkongress. In dieser Legislaturperiode war er Vize-Parlamentspräsident. In diese Legislaturperiode fiel die Regierungszeit und der Sturz von Arturo Frondizi von 1958 bis 1962.
Von 12. Oktober 1963 bis 28. Juni 1966 in der Regierungszeit von Arturo Umberto Illia war er Botschafter in Bogotá.
| Vorgänger            | Amt                                                                     | Nachfolger           |
| -------------------- | ----------------------------------------------------------------------- | -------------------- |
| José Rodolfo Saravia | Argentinischer Botschafter in Bogotá 12. Oktober 1963 bis 28. Juni 1966 | Miguel Angel Espeche |